# Antonio Gandolfi

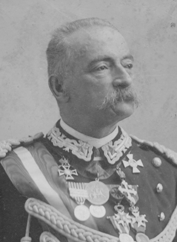
Antonio Gandolfi

Antonio Gandolfi (* 20. Februar 1835 in Carpi, Provinz Modena; † 20. März 1902 in Bologna) war ein Generalleutnant und Politiker im Königreich Italien, der zwischen 1874 und 1892 Mitglied der Abgeordnetenkammer sowie von 1890 bis 1892 Gouverneur der Kolonie Eritrea war. Er war zuletzt von 1901 bis zu seinem Tode Senator des Königreiches.

## Leben

### Studium, Offizierslaufbahn und Mitglied der Abgeordnetenkammer
Antonio Gandolfi, Sohn von Giovanni Battista Gandolfi und Elisabetta Ferrari Corbolani, begann nach dem Schulbesuch eine Kadettenausbildung an der Militärakademie Modena, die er am 1. November 1853 abschloss. Neben seinem Militärdienst im Heer des Herzogtums Modena und Reggio studierte er Ingenieurwissenschaften. Das Studium schloss er 1858 mit der Laurea ab.
Nachdem der letzte Herzog Franz V. 1859 nach der Schlacht bei Magenta vor den anrückenden Piemontesen flüchtete, blieb Gandolfi im Gegensatz zu vielen anderen Offizieren der herzöglichen Armee in Modena. Noch im gleichen Jahr wurde er von der Armee des Königreichs Sardinien-Piemont übernommen und im Oktober 1859 zum Unterleutnant der Genietruppen befördert. Im piemontesischen Heer machte er schnell Karriere. 1860 wurde er zum Leutnant, 1862 zum Hauptmann, 1871 zum Major und 1877 zum Oberstleutnant befördert. In diesen fast zwanzig Jahren nahm er an den Feldzügen des italienischen Risorgimento teil, so zwischen 1860 und 1861 am piemontesischen Feldzug in Mittelitalien sowie im September 1860 an der Belagerung von Ancona. Nach der Gründung des Königreichs Italien am 17. März 1861 nahm er nun mit dem königlichen Heer am Dritten Italienischen Unabhängigkeitskrieg (20. Juni bis 12. August 1866) sowie an der Schlacht an der Porta Pia am 20. September 1870 und der damit verbundenen Einnahme von Rom teil. Am 30. Dezember 1872 wurde ihm das Ritterkreuzes des Ordens der Krone von Italien verliehen.
Bei der Parlamentswahl 1874 wurde Gandolfi für die historische Linke (Sinistra storica) für den Wahlkreis Carpi erstmals in die Abgeordnetenkammer gewählt. Den Sitz konnte er bei der Wahl 1876 verteidigen. Zwischen dem 8. März und dem 3. Oktober 1876 war er als Quästor Mitglied des Präsidiums der Abgeordnetenkammer. In dieser Zeit wurde ihm am 27. Januar 1878 auch das Ritterkreuz des Ritterordens der hl. Mauritius und Lazarus verliehen. Bei Parlamentswahl 1880 trat er erneut für die historische Linke erfolgreich im Wahlkreis Modena an. Am 8. November 1880 wurde er zum Oberst  befördert und am 2. Januar 1881 zum Feldadjutanten ehrenhalber (Aiutante di campo onorario) von König Umberto I. ernannt. Ein Jahr später erhielt er am 5. Januar 1882 das Offizierskreuz des Ordens der Krone von Italien. Während der 15. Legislaturperiode war er zwischen dem 29. November 1882 und dem 27. April 1886 Mitglied des Haushalts- und Verwaltungskontenausschusses (Commissione generale del bilancio e dei conti amministrativi).

### Gouverneur der Kolonie Eritrea, Aufstieg zum Generalleutnant und Senator
Antonio Gandolfi wurde am 8. April 1888 zum Generalmajor befördert und am 30. Dezember 1888 auch Kommandeur des Ordens der Krone von Italien sowie am 12. Januar 1890 des Offizierskreuzes des Ritterordens der hl. Mauritius und Lazarus.
Nach der Besetzung von Asmara sowie der Vereinigung und Erweiterung der Gebiete Assab und Massaua zur Kolonie Eritrea, die am 1. Januar 1890 offiziell ausgerufen wurde, löste er am 4. Juni 1890 General Baldassarre Orero als Zivil- und Militärgouverneur der Kolonie Eritrea ab. Ministerpräsident Francesco Crispi hatte sich für seine Ernennung eingesetzt, da er ihm die Stabilisierung der schwierigen Lage in der afrikanischen Kolonie zutraute, in die sich das Königreich Italien im Bestreben Kolonialmacht zu werden, gesteuert hatte. Zur Instabilität hatte auch die wankelmütige italienische Kolonialpolitik mit wechselnden Partnern und Verbündeten in Afrika beigetragen. Ein von Gandolfi angestrebter Kompromiss im Streit um die von Italien besetzten Gebiete Äthiopiens mit dem äthiopischen König Menelik II. scheiterte kläglich. Nach dem Rücktritt Crispis im Januar 1891 unterstützte Gandolfi die neue Afrikapolitik des Nachfolgers Antonio Starabba di Rudinì, der zu keinen Kompromissen bereit war und die Gegner Meneliks aus dem Tigray unterstützte. Aber auch diese Politik erwies als Fehlschlag und führte nicht zum angestrebten militärischen Bündnis. Vielmehr spannte sich die dadurch die Lage mit Menelik weiter an. Der autoritäre Führungsstil Gandolfis sorgte zudem für Unzufriedenheit in den eigenen Reihen. Dabei trat er nicht nur mit seinem Vizegouverneur und Kommandeur der Kolonialtruppen Oberst Oreste Baratieri in Konflikt, sondern auch mit dem für die Kolonialisierung zuständigen Kommissar Franchetti. Beide sah er als unliebsame Konkurrenten in der Verwaltung der Kolonie an. Die Spannungen mit Franchetti gipfelten am Ende sogar in einem Duell.
Am 28. Februar 1892 trat er auf eigenem Gesuch von seinem Amt zurück, woraufhin Oreste Baratieri seine Nachfolge antrat. Gandolfi verweigerte allerdings eine offizielle Amtsübergabe, wofür er in Rom heftige Kritik einstecken musste, da sich die militärisch Lage in Eritrea weiter zugespitzt hatte. Die Kritik tat seiner Karriere dennoch keinen Abbruch. Daran konnten auch nicht die gegen ihn erhobenen Vorwürfe etwas ändern, in Afrika Erschießungen unter der Bevölkerung und das Niederbrennen ganzer Orte angeordnet zu haben.
Für seine Verdienste in Eritrea wurde er am 17. März 1892 zum Großoffizier des Ordens der Krone von Italien ernannt. Im Dezember 1892 übernahm er das Kommando der Infanteriebrigade „Friuli“ und sieben Monate später das Territorialkommando in Bari. Am 8. März 1894 wurde Gandolfi zum Generalleutnant befördert. Nach weiteren Territorialkommandos in Genua und Bologna, übernahm er 1898 das Kommando über das XII. Korps.
Am 27. Mai 1900 erhielt er das Großkreuz des Ordens der Krone von Italien, ehe er am 24. Januar 1901 auch Großoffizier des Ritterordens der hl. Mauritius und Lazarus wurde. Am 21. November 1901 wurde er schließlich von König Viktor Emanuel III. zum Senator ernannt. Dem Senat gehörte er bis zu seinem Tode am 20. März 1902 an. Aus seiner Ehe mit Emma Buratti gingen die beiden Söhne Carlo Alberto und Arnaldo Gandolfi hervor.